# Bram Dehouck
Bram Dehouck (* 2. Mai 1978 in Poperinge, Belgien) ist ein flämischer Autor, der durch seine Kriminalromane bekannt und ausgezeichnet wurde.

## Leben
Dehouck wuchs im südlichen Westflandern, im ländlichen Poperinge auf. Nach dem Besuch des Sint-Stanislascollege verfolgte er zunächst eine künstlerische Ausbildung an der katholischen Kunsthochschule in Gent. Anschließend studierte er Journalismus. Seit 2002 arbeitet er als Kommunikationsleiter bei der Krankenversicherung „Landsbond der Christelijke Mutualiteiten“ (CM).
2007 begann Dehouck seine Schriftstellerei mit dem Tatsachenroman Het meisje dat vergeet, eine Geschichte über seine Schwester Gertrude, die nach einem schweren Verkehrsunfall unter Amnesie litt. Mit De minzame moordenaar, seinem ersten Kriminalroman, debütierte er in 2010 sehr erfolgreich: Als bester Roman des Jahres wurde er gleichzeitig mit dem niederländischen Literaturpreis Gouden Strop und als bester Erstlingsroman mit dem Schaduwprijs ausgezeichnet. „Ein Debüt, das sofort Meisterschaft beweist“, urteilte die Jury des Gouden Strop. Ein weiterer Erfolg gelang Dehouck in 2012 mit Een zomer zonder slaap (dt. Ein Sommer ohne Schlaf). Der Kriminalroman gewann ebenfalls den Gouden Strop und wurde für den belgischen Hercule-Poirot-Preis nominiert.

## Werke

### Kriminalromane
- 2009 De Minzame moordenaar
- 2011 Een zomer zonder slaap
  - deutsch: Sommer ohne Schlaf. btb, München 2014, ISBN 978-3-442-74670-5.
- 2012 Hellekind
  - deutsch: Der Psychopath. btb, München 2016, ISBN 978-3-442-71330-1.
- 2016 Witte raaf
  - deutsch: Weißer Rabe. btb, München 2022, ISBN 978-3-442-71687-6.

### Andere
- 2007 – Het meisje dat vergeet

## Auszeichnungen
- 2010 Gouden Strop für De minzame moordenaar
- 2010 Schaduwprijs für De minzame moordenaar
- 2012 Gouden Strop für Een zomer zonder slaap (dt. Sommer ohne Schlaf. btb, München 2014, ISBN 978-3-442-74670-5)